# Leksykalizacja
Leksykalizacja – zjawisko językowe, które polega na rozbieżności między aktualnym znaczeniem wyrazu a jego morfologiczną strukturą, która była uformowana przez znaczenie pierwotne. Czasem rozbieżność ta jest tak silna, że związek między budową słowotwórczą a znaczeniem wyrazu ulega całkowitemu zatarciu.
Przykładem leksykalizacji jest transformacja skrótowców w samodzielnie funkcjonujące rzeczowniki, np. PC → pecet, WF → wuef, ND → endek.
Proces leksykalizacji występuje we wszystkich językach, choć w językach słowiańskich jest wyjątkowo silny.

## Przykłady leksykalizacji
- Słowo ‘górnik’ jednoznacznie kojarzy się z górą, podczas gdy dotyczy kopalni. Ma ono taką formę, ponieważ dawne kopalnie były niemal poziomymi sztolniami drążonymi u podstawy lub na zboczu góry.
- ‘Bielizna’ – tutaj związek między budową wyrazu a jego znaczeniem nie zatarł się całkowicie, bowiem często bielizna, w tym pościelowa, ma kolor biały.
- ‘Komputer’ to dla wielu użytkowników urządzenie do odtwarzania filmów i muzyki, redagowania tekstów, przetwarzania obrazów, zbierania i udostępniania różnorodnych informacji, grania w jedno- i wieloosobowe gry, surfowania w Internecie. Pierwotnie nazwa ta oznaczała maszynę obliczeniową (ang. to compute – obliczać), i choć wszystkie działania komputera nadal opierają się na różnego rodzaju obliczeniach, użytkownicy komputerów zazwyczaj nie są tą obliczeniową naturą komputera zainteresowani (a często nawet nie są jej świadomi).
- Obecnie takie zjawisko można zaobserwować w przypadku słowa ‘żarówka’, które stosuje się do wszelkich źródeł światła instalowanych w lampach, mimo że źródła żarowe prawdopodobnie w najbliższych latach zejdą całkowicie na margines z powodu niskiej wydajności.

## Deleksykalizacja
Odwołanie się do pierwotnego, często zapomnianego, znaczenia danego słowa jest zabiegiem stosowanym w poezji w celu nadania wyrazom nowych znaczeń i tworzenie nowych nieoczekiwanych skojarzeń. Czynność taką nazywa się deleksykalizacją. Czasem miewa ona charakter humorystyczny, szczególnie gdy odwołanie to jest deleksykalizacją fałszywą, wykorzystującą przypadkowe podobieństwo wyrazów, np. nazwanie „dekretacją” czynności likwidowania kretów.
Deleksykalizacja może również wystąpić jako zjawisko językowe, gdy wyraz, po rozluźnieniu więzi z pierwotnym znaczeniem, po pewnym czasie wraca do niego.